# Plimpton 322
Pour les articles homonymes, voir Plimpton.

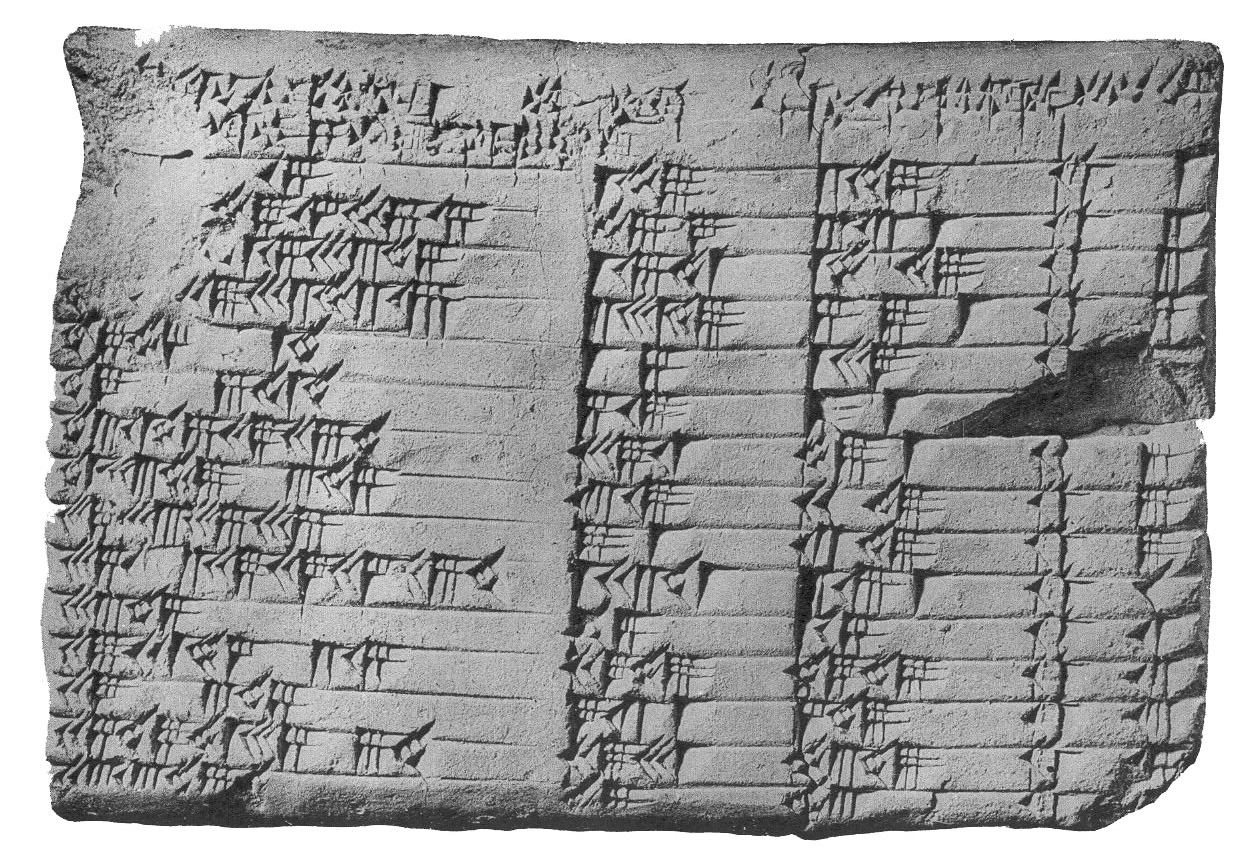
La tablette Plimpton 322.

Parmi les quelque 500 000 tablettes d'argile babyloniennes mises au jour depuis le début du XIXe siècle, plusieurs milliers offrent un contenu de nature mathématique. La tablette nommée Plimpton 322 (parce qu'elle porte le no 322 dans la collection « G. A. Plimpton » de l’université Columbia) est l'un des spécimens les plus connus de ces mathématiques babyloniennes. Cette tablette, dont la rédaction daterait d’environ 1800 av. J.-C., comporte un tableau de nombres cunéiformes rangés dans 4 colonnes sur 15 lignes. Ces nombres peuvent être associés à ce que l'on appelle aujourd'hui des triplets pythagoriciens, c'est-à-dire trois nombres entiers (a, b, c) qui vérifient la relation a2 + b2 = c2, donnée par le théorème de Pythagore, comme (3, 4, 5), qui est le premier d’entre eux.

## Provenance et datation
La tablette Plimpton 322 est une tablette d'argile de 12,7 cm de largeur × 8,8 cm de hauteur et 3,2 cm d'épaisseur maximum, incomplète car elle présente une cassure sur le bord gauche (en l'orientant dans le sens de lecture). Comme beaucoup d'autres tablettes d'argile de l'ancien Irak dans les années 1920, elle a été découverte lors de fouilles illégales et s'est retrouvée sur le marché des antiquités. L'éditeur new-yorkais George Arthur Plimpton (en) racheta vers 1922 cette tablette à Edgar J. Banks (en), un marchand qui avait été assyriologue, et la légua, avec le reste de sa collection, à l'université Columbia au milieu des années 1930. Selon Banks, la tablette provenait de Senkereh, un site du Sud de l'Irak où l'on situe l'antique cité de Larsa. Des traces de colle moderne sur la cassure pourraient laisser penser que la tablette était complète quand elle a été découverte, et que la partie manquante pourra un jour être retrouvée. Cependant, les trafiquants d'antiquité n'hésitaient pas pour en augmenter la valeur à reconstituer une tablette factice complète à partir de fragments de tablettes distinctes, reconstitution que Banks, ex-assyriologue, n'aurait alors pas conservée.
En partie d'après le style de l'écriture cunéiforme, on estime que la tablette a été rédigée au plus tard en -1600  et vraisemblablement vers -1800 : Robson 2002 indique que cette écriture « est caractéristique des documents du sud de l'Irak d'il y a 3500 à 4000 ans ». De façon plus précise, en s'appuyant sur les similitudes de format avec d'autres tablettes de Larsa qui portent une date, elle estime que la tablette Plimpton 322 a été produite entre -1822 et -1784.
La tablette est publiée et traduite pour la première fois en 1945 par Otto Neugebauer et Abraham Sachs (Neugebauer et Sachs 1945). Elle est décrite par Neugebauer lui-même (Neugebauer 1951), qui est la source la plus fréquente des livres généralistes d'histoire des mathématiques publiés depuis. Elle a été depuis largement analysée, commentée, et interprétée : c'est la tablette d'argile sur laquelle le plus d'études avaient été publiées au moins jusque vers 2000.

## Les nombres
La tablette Plimpton 322 présente un tableau de nombres de quatre colonnes et quinze lignes en numération sexagésimale, la numération de position en écriture cunéiforme utilisée alors en Mésopotamie pour le calcul : un clou vaut 1, un chevron vaut 10 jusque 59 : 5 chevrons et 9 clous (grille de 3x3 clous). Les espaces entre les différents ordres sont plus ou moins marqués. Les premiers équivalents du zéro commencent seulement à apparaitre et ne sont souvent encore que des espaces  de toute façon absents en fin de nombre : l'espace en ligne ki 15 figurerait un zéro mais pas celui des lignes ki 5 ou 6. Les puissances négatives existent déjà (cf. ci dessous) mais sans que l'invention de la virgule encore à venir ne donne l'information : le contexte ou le donneur du problème doivent donner des informations complémentaires. L'élève ou le scribe peut être irrégulier dans ses espaces ou faire des erreurs. Tout ceci rend l'interprétation difficile lors de la découverte et soumise aux validations apportées par les découvertes faites ensuite.
Chacune de ces colonnes est précédée d'un entête écrit dans un mélange de sumérien et d'akkadien. La tablette est brisée au niveau de la première colonne (la plus à gauche) qui est incomplète de même que son entête. Il est possible que des colonnes supplémentaires se soient trouvées sur la partie manquante.
La quatrième colonne donne la numérotation des lignes, de 1 à 15, précédés du caractère Ki. Les deuxième et troisième colonnes sont intactes et demeurent parfaitement lisibles. Leurs entêtes font référence à une diagonale (ou hypoténuse) pour la troisième colonne, et à un plus petit côté pour la seconde colonne. Les nombres correspondent bien, éventuellement à un diviseur entier près, au plus grand nombre (troisième colonne) et au plus petit nombre (deuxième colonne) d'un triplet pythagoricien,  soit à l'hypoténuse et au plus petit côté d'un triangle rectangle (ou à la diagonale et au plus petit côté d'un rectangle) dont les côtés peuvent être mesurés par des entiers, à quelques exceptions près pour lesquelles il est tout à fait plausible qu'il s'agisse d'erreurs (la plupart s'expliquent simplement comme des erreurs de copie ou de calcul). Le troisième nombre du triplet est absent de la tablette (du moins dans l'état dans laquelle elle a été conservée).
Le bord gauche de la première colonne est manquant ou endommagé, et l'on dispose de deux reconstitutions plausibles des chiffres qui ont disparu. Ces deux interprétations ne diffèrent que par l'existence ou non d'un 1 comme premier chiffre. Voici la liste des nombres de la tablette dans une notation sexagésimale moderne, après corrections des « erreurs » du scribe, reconstitution des zéros de position qui sont généralement indiqués par des espaces vides, et avec le premier chiffre éventuellement extrapolé entre parenthèses :
| (1:)59:00:15             | 1:59    | 2:49    | 1  |
| (1:)56:56:58:14:50:06:15 | 56:07   | 1:20:25 | 2  |
| (1:)55:07:41:15:33:45    | 1:16:41 | 1:50:49 | 3  |
| (1:)53:10:29:32:52:16    | 3:31:49 | 5:09:01 | 4  |
| (1:)48:54:01:40          | 1:05    | 1:37    | 5  |
| (1:)47:06:41:40          | 5:19    | 8:01    | 6  |
| (1:)43:11:56:28:26:40    | 38:11   | 59:01   | 7  |
| (1:)41:33:45:14:03:45    | 13:19   | 20:49   | 8  |
| (1:)38:33:36:36          | 8:01    | 12:49   | 9  |
| (1:)35:10:02:28:27:24:26 | 1:22:41 | 2:16:01 | 10 |
| (1:)33:45                | 45      | 1:15    | 11 |
| (1:)29:21:54:02:15       | 27:59   | 48:49   | 12 |
| (1:)27:00:03:45          | 2:41    | 4:49    | 13 |
| (1:)25:48:51:35:06:40    | 29:31   | 53:49   | 14 |
| (1:)23:13:46:40          | 28      | 53      | 15 |

en gris : les reconstitutions des parties manquantes

en pourpre : les corrections généralement proposées
La conversion de ces nombres de la numération sexagésimale à la numération décimale soulève de nouvelles questions, dans la mesure où la numération sexagésimale des Babyloniens ne précisait pas l'ordre (milliers, centaines, etc.) du premier chiffre d'un nombre. Ainsi à la ligne 11 on lit 45 (seconde colonne) et 1:15 (troisième colonne), ce qui peut signifier 45 et 75 (= 1×60^1 + 15×60^0 = 1×60 + 15), mais aussi 3/4 (= 45×60^-1= 45/60) et 5/4 (= 1×60^0 + 15×60^-1 = 1 + 15/60).

## Trois interprétations
Du fait des en-têtes des colonnes et des valeurs des nombres, les historiens interprètent à chaque ligne le nombre de la deuxième colonne comme le petit côté s d'un triangle rectangle (ou d'un rectangle), et le nombre de la troisième colonne comme l'hypoténuse d de ce triangle (ou la diagonale du rectangle). Quant au nombre de la première colonne, ce pourrait être, ou bien la fraction {\displaystyle {\tfrac {s^{2}}{l^{2}}}}, ou {\displaystyle {\tfrac {d^{2}}{l^{2}}}}, où {\displaystyle l} désigne le côté long de l’angle droit du triangle rectangle.
Ils s'accordent également sur le fait qu'en corrigeant ce qu'ils interprètent comme des erreurs du scribe, la seconde et la troisième colonne correspondent aux deux membres d'un « triplet pythagoricien », éventuellement à un diviseur près, celui-ci étant une puissance de 60, mais ils ne s'accordent pas sur les connaissances arithmétiques que cela suppose de la part des Babyloniens, qui ne sont pas forcément les connaissances arithmétiques auxquelles renvoient aujourd'hui, ou même dans l'Antiquité grecque, la notion de triplet pythagoricien (voir la suite). Par exemple, la ligne 11 du tableau correspond à un triangle de petit côté de longueur 45 et d’hypoténuse de longueur 75. Le grand côté (non inscrit) possède alors une longueur de 60 (452 + 602 = 752), avec le même rapport de côtés que le triangle (3,4,5) familier.
Pour le reste la destination de la tablette reste une « énigme », pour laquelle plusieurs hypothèses divergentes ont été données, et la façon dont a été engendré le tableau de nombres est également débattue. La partie manquante de la tablette a très bien pu contenir d'autres colonnes de nombres, et la nature de celles-ci intervient dans les différentes reconstitutions.

### Une explication arithmétique?
Neugebauer (1951) (à partir de Neugebauer et Sachs 1945) propose une interprétation de nature plutôt arithmétique, et pense que cette table a pu être produite par un procédé qui permet d'engendrer les triplets pythagoriciens.
Si p et q sont deux nombres tels que p > q, alors le triplet (p2 - q2, 2pq, p2 + q2) vérifie la relation donnée par le théorème de Pythagore, en particulier si les nombres p et q sont entiers c'est un triplet pythagoricien. En fait on obtient de cette façon tous les triplets pythagoriciens réduits (ceux dont on ne peut diviser les trois composantes par un même nombre entier) en prenant p et q deux nombres premiers entre eux de parités distinctes. Les triplets pythagoriciens en général sont tous des multiples des triplets réduits. Ainsi, la ligne 11 peut être obtenue avec cette formule en prenant p = 2 et q = 1 (triplet (3,4,5)) puis en multipliant par le nombre approprié.
Neugebauer remarque que chaque ligne de la tablette peut être engendrée par cette méthode à partir d'un couple (p,q) de nombres réguliers, c’est-à-dire de nombres entiers qui n'ont pas d'autre diviseur premier que 2, 3 et 5. Ce sont exactement les diviseurs d'une puissance de 60, et donc un quotient dont le dénominateur est un nombre régulier a une écriture sexagésimale finie. C'est le cas des quotients de la première colonne. Ces nombres sont de plus, à une exception près qui se justifie, ceux qui apparaissent dans les tables d'inverses standard des mathématiques babyloniennes (utilisées pour les calculs de division). Enfin les lignes sont classées par ordre décroissant selon la première colonne (quotient {\displaystyle {\tfrac {d^{2}}{l^{2}}}}), la décroissance étant quasi linéaire (plus encore avec le quotient {\displaystyle {\tfrac {d}{l}}}).
Pour Neugebauer, tout ceci laisse fortement penser que la formule qui permet d'engendrer les triplets pythagoriciens est connue et a été utilisée pour engendrer les nombres de la tablette. Étant donné les limites des connaissances arithmétiques des Babyloniens (au vu de ce que l'on connait ils ignorent par exemple la notion de nombre premier), il suggère une origine algébrique à la découverte de la formule, à partir de la résolution de l'équation du second degré.
Cependant cette hypothèse est l'objet de plusieurs critiques de la part d'Eleanor Robson (Robson 2001 et Robson 2002). La tablette est composée suivant les règles en usage à Larsa (format, en-têtes, langue utilisée pour celles-ci : akkadien, avec des abréviations en sumérien). En suivant celles-ci, la partie manquante de la tablette aurait dû faire apparaître les nombres p et q (dans l'ordre des calculs de gauche à droite) et les lignes auraient dû être classées en ordre décroissant suivant p et q, ce qui n'est pas le cas. Depuis qu'elle a été émise par Neugebauer, cette hypothèse n'a toujours pas permis d'explication satisfaisante pour la première colonne. Elle ne s'intègre pas dans un schéma de calcul qui expliquerait l'ordre de ces colonnes, et son entête est inexplicable. Il n'y a pas non plus d'explication satisfaisante pour le choix des valeurs de p et q, étant donné les 44 nombres réguliers présents dans les tables de réciproque. Robson estime que cette hypothèse ne peut plus être considérée comme satisfaisante.

### Une table trigonométrique?
En complément de l'hypothèse de Neugebauer, plusieurs historiens et mathématiciens ont suggéré que la tablette pouvait être une table trigonométrique. En effet les valeurs de la première colonne représentent le carré de la cosécante ou de la tangente (selon qu'il y a, ou non, un 1 en tête) de l'angle opposé au petit côté du triangle rectangle décrit par la ligne correspondante. De plus, si on se réfère à cet angle, les lignes sont rangées selon des angles décroissants, et approximativement de degré en degré. Cette hypothèse soulève de nombreuses questions, la première étant l'utilité d'une table de carrés de tangentes ou (de cosécantes).
Robson s'appuie entre autres sur des données linguistiques pour réfuter cette théorie « anachronique d'un point de vue conceptuel » : elle repose sur un trop grand nombre d'idées absentes des mathématiques babyloniennes de cette époque.

### Une liste d'exercices algébriques?
Robson (Robson 2001 et Robson 2002), s’appuyant sur les travaux antérieurs de Bruins (Bruins 1949 et Bruins 1955) et d’autres, suggère plutôt une approche que l’on pourrait qualifier d’algébrique, bien qu'elle l’exprime en termes géométriques concrets, étant d’avis que les Babyloniens eux-mêmes l’auraient exprimée ainsi. Robson fonde son interprétation sur le contenu d’une autre tablette, la tablette YBC 6967, à peu près contemporaine et provenant de la même région. Cette tablette décrit une méthode pour résoudre ce que nous qualifions aujourd’hui d’équation du second degré de la forme {\displaystyle x-{\tfrac {1}{x}}=c}. Cette méthode se déroule en plusieurs calculs intermédiaires (qui peuvent se décrire en termes géométriques, selon le point de vue de Jens Høyrup adopté par Robson) :
- {\displaystyle v_{1}={\frac {c}{2}}}
- {\displaystyle v_{2}={v_{1}}^{2}}
- {\displaystyle v_{3}=1+{v_{2}}}
- et {\displaystyle v_{4}={\sqrt[{}]{v_{3}}}}

avec la solution donnée par {\displaystyle x=v_{4}+v_{1}} et {\displaystyle {\frac {1}{x}}=v_{4}-v_{1}}.
Robson suggère que les colonnes de la tablette Plimpton 322 doivent être interprétées comme les évaluations de ces différents termes, {\displaystyle x} prenant les valeurs d'entiers réguliers successifs :
- {\displaystyle v_{3}} dans la première colonne,
- {\displaystyle v_{1}={\tfrac {x-{\tfrac {1}{x}}}{2}}} dans la seconde colonne,
- et {\displaystyle v_{4}={\tfrac {x+{\tfrac {1}{x}}}{2}}} dans la troisième colonne.

Selon cette interprétation, {\displaystyle x} et {\displaystyle {\tfrac {1}{x}}} devaient figurer à gauche de la première colonne, sur l’éclat manquant de la tablette. Par exemple, on peut reconstituer le contenu de la ligne 11 de la tablette Plimpton 322 en prenant {\displaystyle x=2}. Ainsi, la tablette fournit la suite des solutions au problème posé dans la tablette YBC 6967. Elle pouvait servir, d’après Robson, à un professeur instruisant ses élèves.